# North Knife Lake
Der North Knife Lake ist ein See im Norden der kanadischen Provinz Manitoba.

## Lage
Der North Knife Lake liegt 170 km westlich von Cape Churchill. Der See liegt auf etwa 260 m Höhe im Bereich des Kanadischen Schilds. Er hat eine Längsausdehnung in Nord-Süd-Richtung von 34 km. Seine maximale Breite beträgt etwa 6 km. Der See wird vom North Knife River in nördlicher Richtung durchflossen. Der Drift River, ein weiterer Zufluss, entwässert den nordwestlich gelegenen Paragon Lake.
Der abgelegene See wird üblicherweise per Wasserflugzeug erreicht. Angeltouristen fangen in dem See hauptsächlich Hecht und Amerikanischen Seesaibling. Arktische Äschen kommen in den Zuflüssen des Sees vor.